# Venon (Isère)
Pour les articles homonymes, voir Venon.
Venon est une commune française située dans le département de l'Isère en région Auvergne-Rhône-Alpes.
Ses habitants sont appelés les Venonais.

## Géographie

### Situation et description

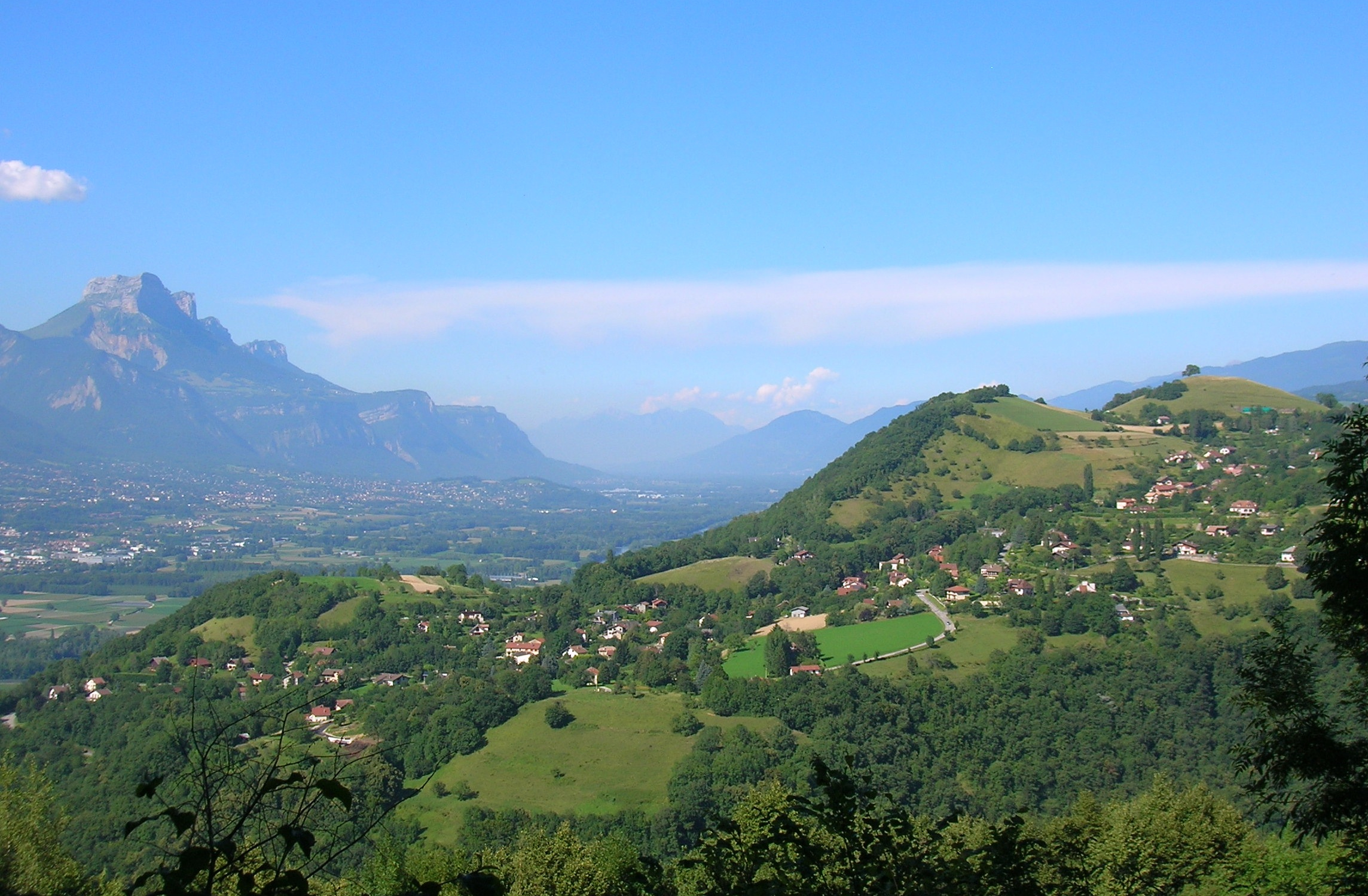
Venon

Venon est situé sur les contreforts sud-est de la cuvette de Grenoble (Isère). Surplombant la commune de Gières, Venon est situé à quelques minutes de la métropole iséroise et offre une vue sur l'agglomération.

### Communes limitrophes
Les communes limitrophes de la commune de Venon sont :
- Saint-Martin-d'Uriage (à l'est et au sud) ;
- Gières (à l'ouest) ;
- Murianette (au nord).

### Géologie et relief

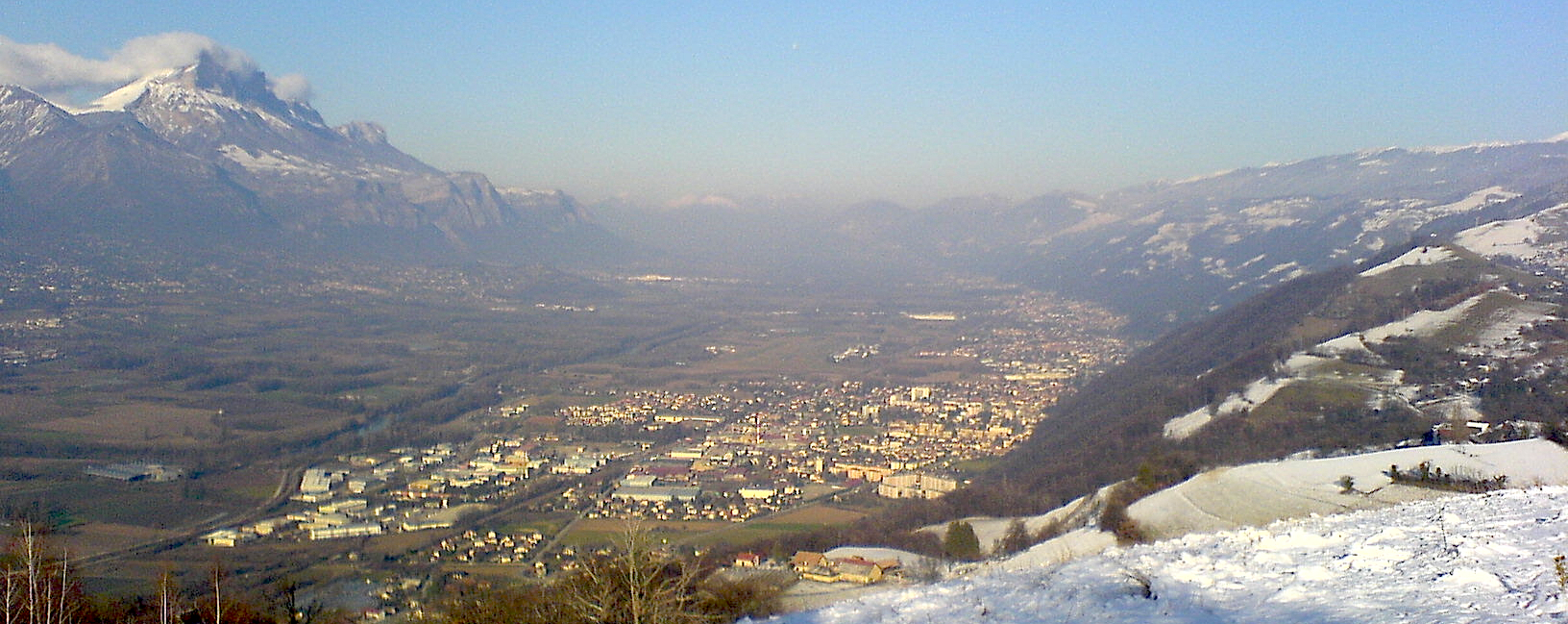
Vue de la vallée du Grésivaudan depuis les hauteurs de Venon.

### Climat
Pour des articles plus généraux, voir Climat d'Auvergne-Rhône-Alpes et Climat de l'Isère.
En 2010, le climat de la commune est de type climat des marges montagnardes, selon une étude du Centre national de la recherche scientifique s'appuyant sur une série de données couvrant la période 1971-2000. En 2020, Météo-France publie une typologie des climats de la France métropolitaine dans laquelle la commune est exposée à un climat de montagne ou de marges de montagne et est dans la région climatique  Alpes du nord, caractérisée par une pluviométrie annuelle de 1 200 à 1 500 mm, irrégulièrement répartie en été. 
Pour la période 1971-2000, la température annuelle moyenne est de 10,2 °C, avec une amplitude thermique annuelle de 18,1 °C. Le cumul annuel moyen de précipitations est de 1 262 mm, avec 9,8 jours de précipitations en janvier et 7,2 jours en juillet. Pour la période 1991-2020, la température moyenne annuelle observée sur la station météorologique de Météo-France la plus proche, « Grenoble - Lvd », sur la commune du Versoud à 7 km à vol d'oiseau, est de 12,6 °C et le cumul annuel moyen de précipitations est de 981,1 mm,. Pour l'avenir, les paramètres climatiques de la commune estimés pour 2050 selon différents scénarios d'émission de gaz à effet de serre sont consultables sur un site dédié publié par Météo-France en novembre 2022.

### Hydrographie
Le territoire de la commune n'est traversé par aucun cours d'eau notable.

## Urbanisme

### Typologie
Au 1er janvier 2024, Venon est catégorisée ceinture urbaine, selon la nouvelle grille communale de densité à sept niveaux définie par l'Insee en 2022.
Elle appartient à l'unité urbaine de Grenoble, une agglomération intra-départementale regroupant 38  communes, dont elle est une commune de la banlieue,,. Par ailleurs la commune fait partie de l'aire d'attraction de Grenoble, dont elle est une commune de la couronne,. Cette aire, qui regroupe 204 communes, est catégorisée dans les aires de 700 000 habitants ou plus (hors Paris),.

### Occupation des sols
L'occupation des sols de la commune, telle qu'elle ressort de la base de données européenne d’occupation biophysique des sols Corine Land Cover (CLC), est marquée par l'importance des forêts et milieux semi-naturels (49,2 % en 2018), en diminution par rapport à 1990 (50,2 %). La répartition détaillée en 2018 est la suivante : 
forêts (49,2 %), prairies (33,3 %), zones agricoles hétérogènes (10,1 %), zones urbanisées (7,5 %). L'évolution de l’occupation des sols de la commune et de ses infrastructures peut être observée sur les différentes représentations cartographiques du territoire : la carte de Cassini (XVIIIe siècle), la carte d'état-major (1820-1866) et les cartes ou photos aériennes de l'IGN pour la période actuelle (1950 à aujourd'hui).

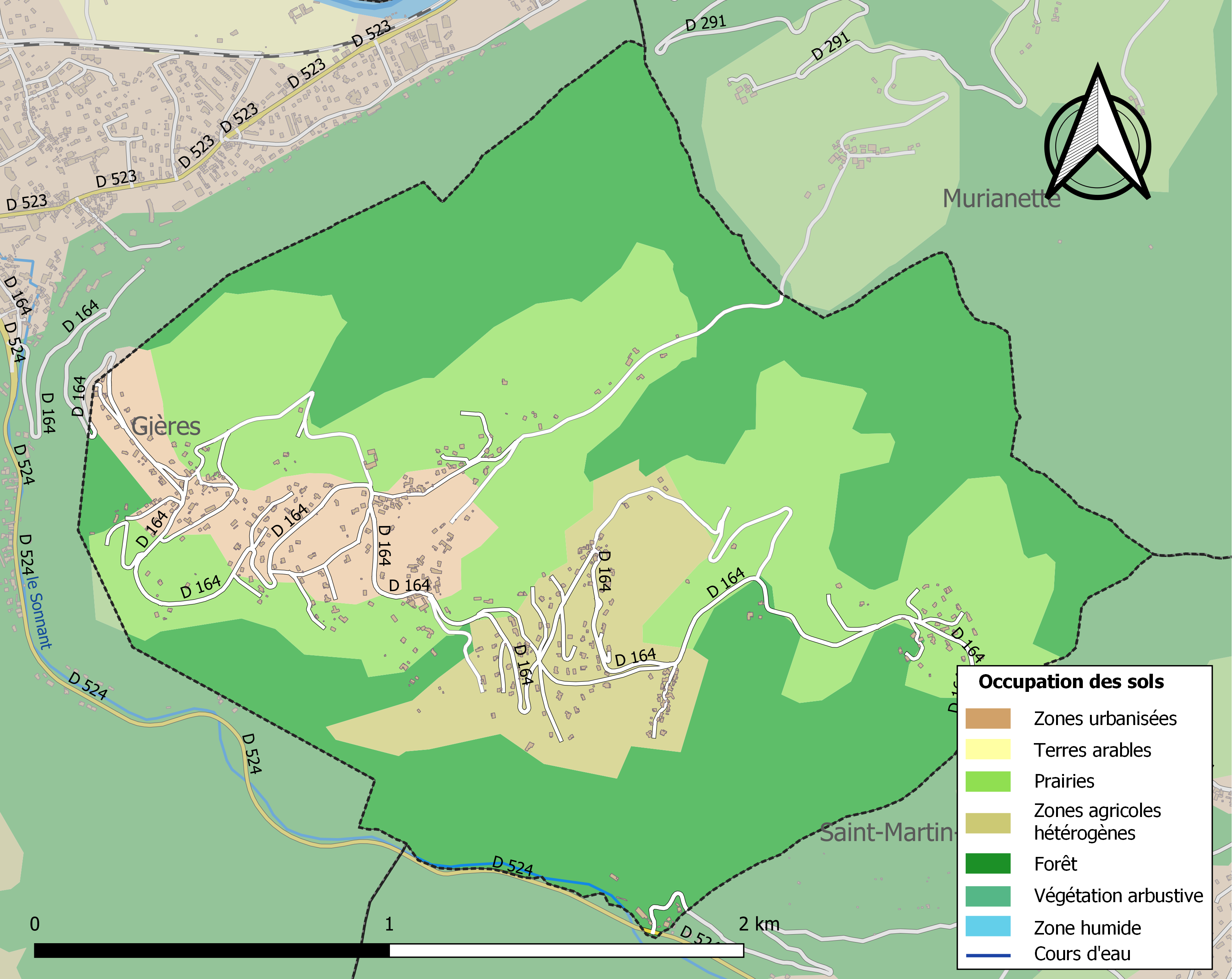
Carte des infrastructures et de l'occupation des sols de la commune en 2018 (CLC).

### Risques naturels et technologiques

#### Risques sismiques
L'ensemble du territoire de la commune de Venon est situé en zone de sismicité n°4 (sur une échelle de 1 à 5), comme la plupart des communes de son secteur géographique, mais en limite de la zone n°3.
| Type de zone | Niveau            | Définitions (bâtiment à risque normal) |
| ------------ | ----------------- | -------------------------------------- |
| Zone 4       | Sismicité moyenne | accélération = 1,6 m/s2                |

### Hameaux, lieux-dits et écarts
- la Faurie
- les Roux
- les Mas
- le Glodet
- Serralière
- le Planchon
- la Ville
- Granges Neuves
- Pressembois
- la Chappe
- le Molaret
- Pré Bousson
- Cul Froid
- Pré Perroud
- Perroud
- Sous Perroud
- le Reynet
- les Puys
- le Chapon
- Grand Champ

## Toponymie
Le nom de la localité est attesté sous la forme de Venone au XIe siècle. Il s'agit d'un nom de personne gaulois Venno(n), pris absolument.
L'homophonie avec Venon (Eure, Venctun 1011) est fortuite.

## Histoire
L'évêque de Grenoble y possède « domus fortis » et cinq familles nobles tiennent « fortalicium »[pas clair].

## Politique et administration

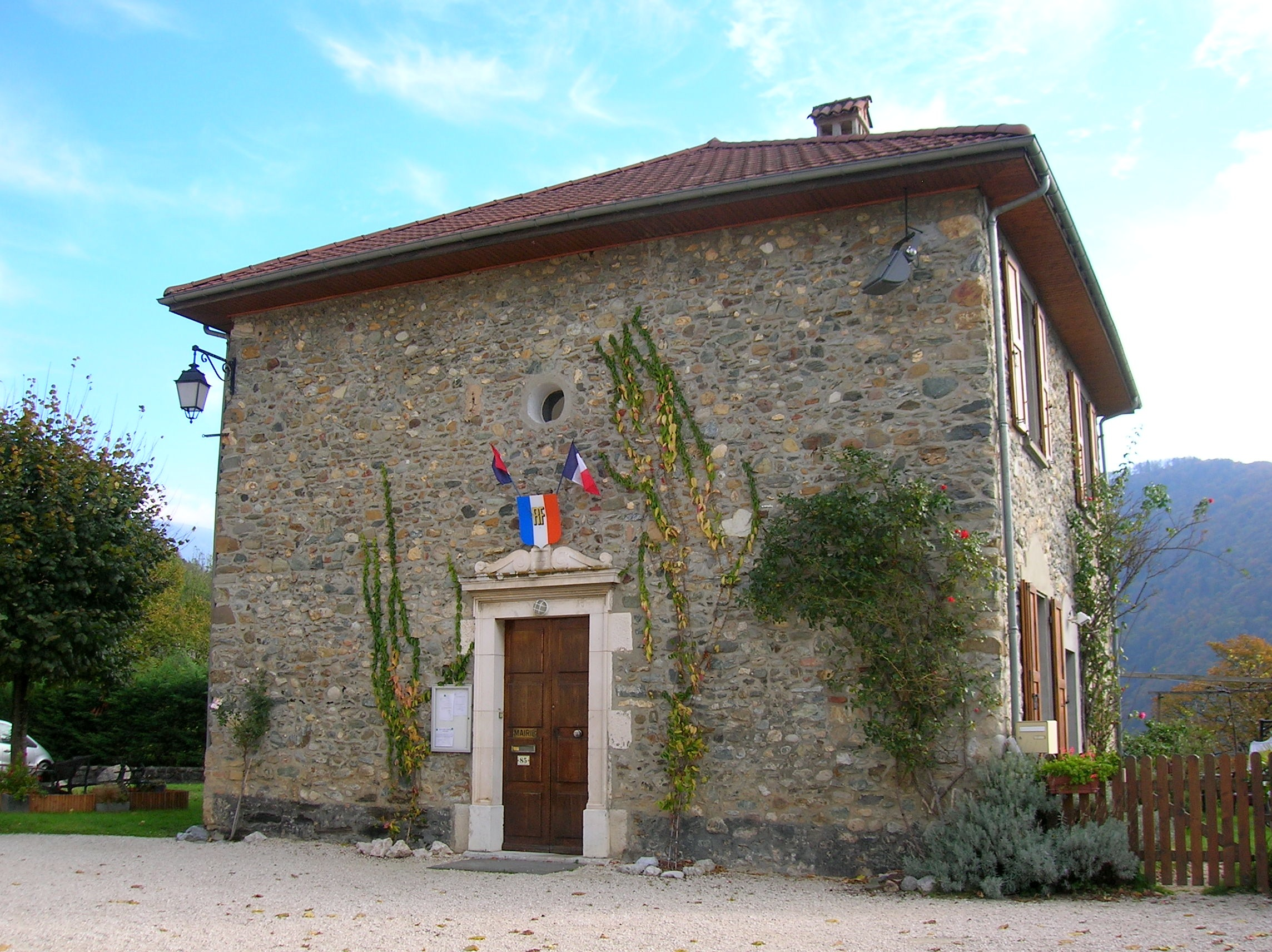
La mairie.

### Liste des maires
| Période                                  | Période  | Identité          | Étiquette | Qualité                                                                                              |
| ---------------------------------------- | -------- | ----------------- | --------- | --- |
| 1971                                     | 1989     | Félix Chaluleau   | SE        | |
| 1989                                     | 1995     | Louis Bolliet     | SE        | professeur d'informatique retraité                                                                   |
| 1995                                     | 2001     | Bernard Chappuis  | SE        | |
| 2001                                     | 2008     | Chantal Valignat  | DVD       | |
| 2008                                     | 2020     | Françoise Gerbier | PCF       | Retraitée Fonction publique Conseillère départementale du canton de Saint-Martin-d'Hères depuis 2015 |
| 2020                                     | En cours | Marc Oddon        | DVG       | enseignant en génie électrique                                                                       |
| Les données manquantes sont à compléter. |          |                   |           | |

## Population et société

### Démographie
L'évolution du nombre d'habitants est connue à travers les recensements de la population effectués dans la commune depuis 1793. Pour les communes de moins de 10 000 habitants, une enquête de recensement portant sur toute la population est réalisée tous les cinq ans, les populations de référence des années intermédiaires étant quant à elles estimées par interpolation ou extrapolation. Pour la commune, le premier recensement exhaustif entrant dans le cadre du nouveau dispositif a été réalisé en 2006.

En 2022, la commune comptait 836 habitants, en évolution de +15,95 % par rapport à 2016 (Isère : +3,07 %, France hors Mayotte : +2,11 %).
| 1793 | 1800 | 1806 | 1821 | 1831 | 1836 | 1841 | 1846 | 1851 |
| ---- | ---- | ---- | ---- | ---- | ---- | ---- | ---- | ---- |
| 204  | 212  | 247  | 262  | 278  | 278  | 260  | 286  | 305  |

| 1856 | 1861 | 1866 | 1872 | 1876 | 1881 | 1886 | 1891 | 1896 |
| ---- | ---- | ---- | ---- | ---- | ---- | ---- | ---- | ---- |
| 323  | 302  | 263  | 264  | 254  | 243  | 252  | 236  | 230  |

| 1901 | 1906 | 1911 | 1921 | 1926 | 1931 | 1936 | 1946 | 1954 |
| ---- | ---- | ---- | ---- | ---- | ---- | ---- | ---- | ---- |
| 224  | 203  | 192  | 159  | 163  | 144  | 152  | 140  | 165  |

| 1962 | 1968 | 1975 | 1982 | 1990 | 1999 | 2006 | 2011 | 2016 |
| ---- | ---- | ---- | ---- | ---- | ---- | ---- | ---- | ---- |
| 136  | 199  | 452  | 551  | 551  | 677  | 688  | 734  | 721  |

| 2021 | 2022 | - | - | - | - | - | - | - |
| ---- | ---- | - | - | - | - | - | - | - |
| 801  | 836  | - | - | - | - | - | - | - |

### Enseignement
La commune est rattachée à l'académie de Grenoble.

### Manifestations culturelles et festivités
Depuis le 6 juin 2013, le festival Changer d'Airs a lieu chaque année à Venon. Les habitants de la commune se retrouvent ainsi sur trois scènes différentes : la place de la mairie, dans l'église et à la salle des fêtes située à côté de l'école. 
Il s'agit d'un festival de musique gratuit, qui dure une journée.

### Médias
Historiquement, le quotidien à grand tirage Le Dauphiné libéré consacre, chaque jour, y compris le dimanche, dans son édition de Grenoble, un ou plusieurs articles à l'actualité de l'agglomération, ainsi que des informations sur les éventuelles manifestations locales, les travaux routiers, et autres événements divers à caractère local.

## Culture locale et patrimoine

### Église de Venon
Très ancienne, elle est mentionnée au XIe siècle lorsque l'évêché de Grenoble échangeait des terres avec les seigneurs locaux.
Dans les années 1980, ce lieu cesse de servir de logement au curé et devient un regroupement de logements locatifs pour être finalement transformée en mairie en 1993. Depuis, la commune dispose d’un vaste espace pour sa mairie et d’une église rénovée récemment[réf. souhaitée].

### Patrimoine architectural
- L'église Saint-Christophe, en style néo-gothique, du XIXe siècle[24], labellisée Patrimoine en Isère en 2010, à la suite de la découverte d'une fresque ancienne.
- Le manoir de la Ville, prétendu château de Venon, était probablement la maison forte de l'évêché de Grenoble qu'on trouve citée dans l'enquête delphinale de 1339. Il est présent sur la carte de Cassini du XVIIIe siècle[24]. Décoré par des fenêtres à meneaux, il fut la demeure des Dames de la Visitation de Sainte-Marie d’en Bas[25].

### Patrimoine naturel
Le « monument » le plus célèbre de Venon est son chêne centenaire dit « chêne de Pressembois », qui domine Grenoble et la vallée du Grésivaudan du haut de sa colline ventée. En 2017 il reçoit le label "Arbre Remarquable de France".

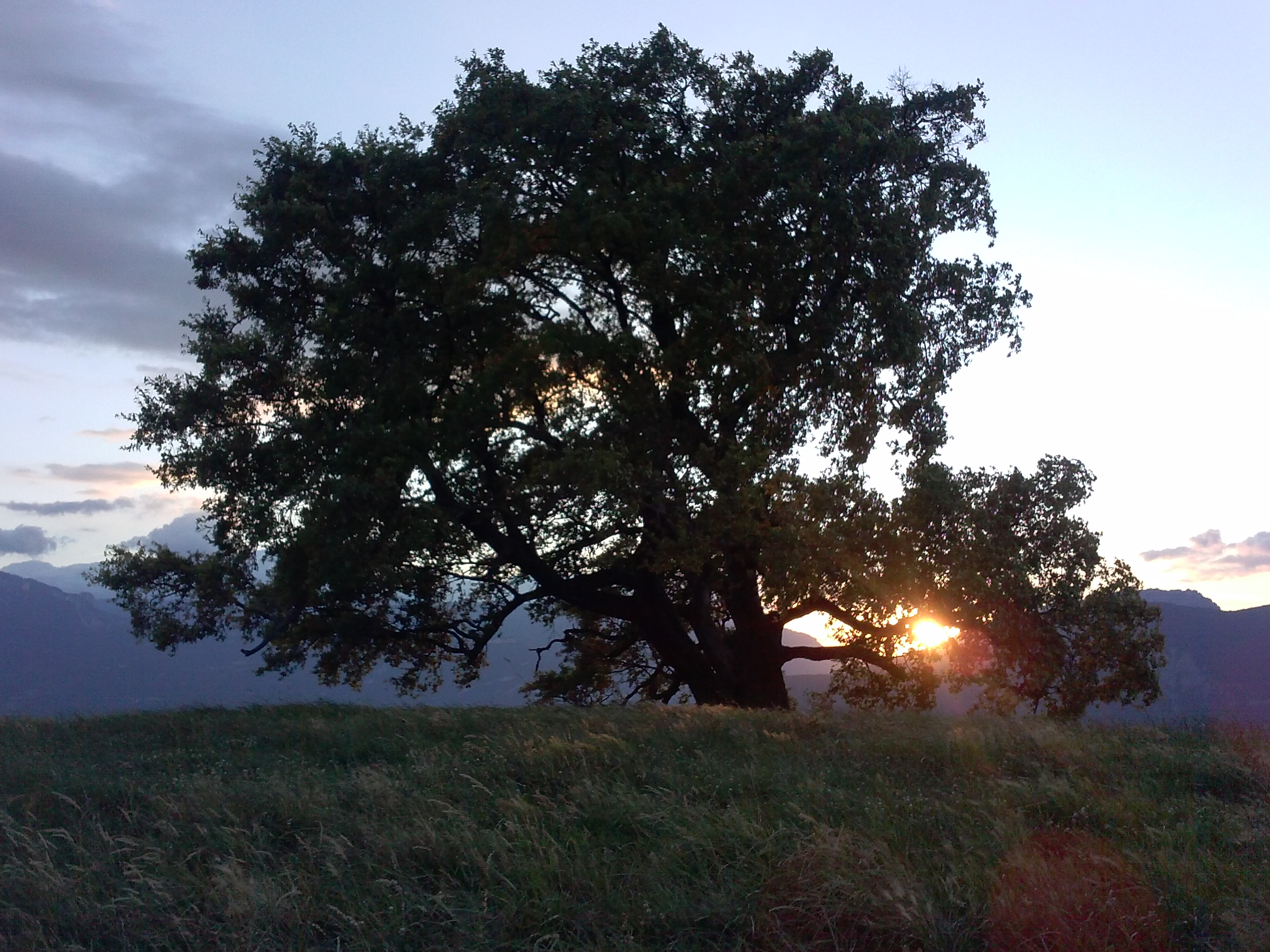
Le chêne de Pressembois.
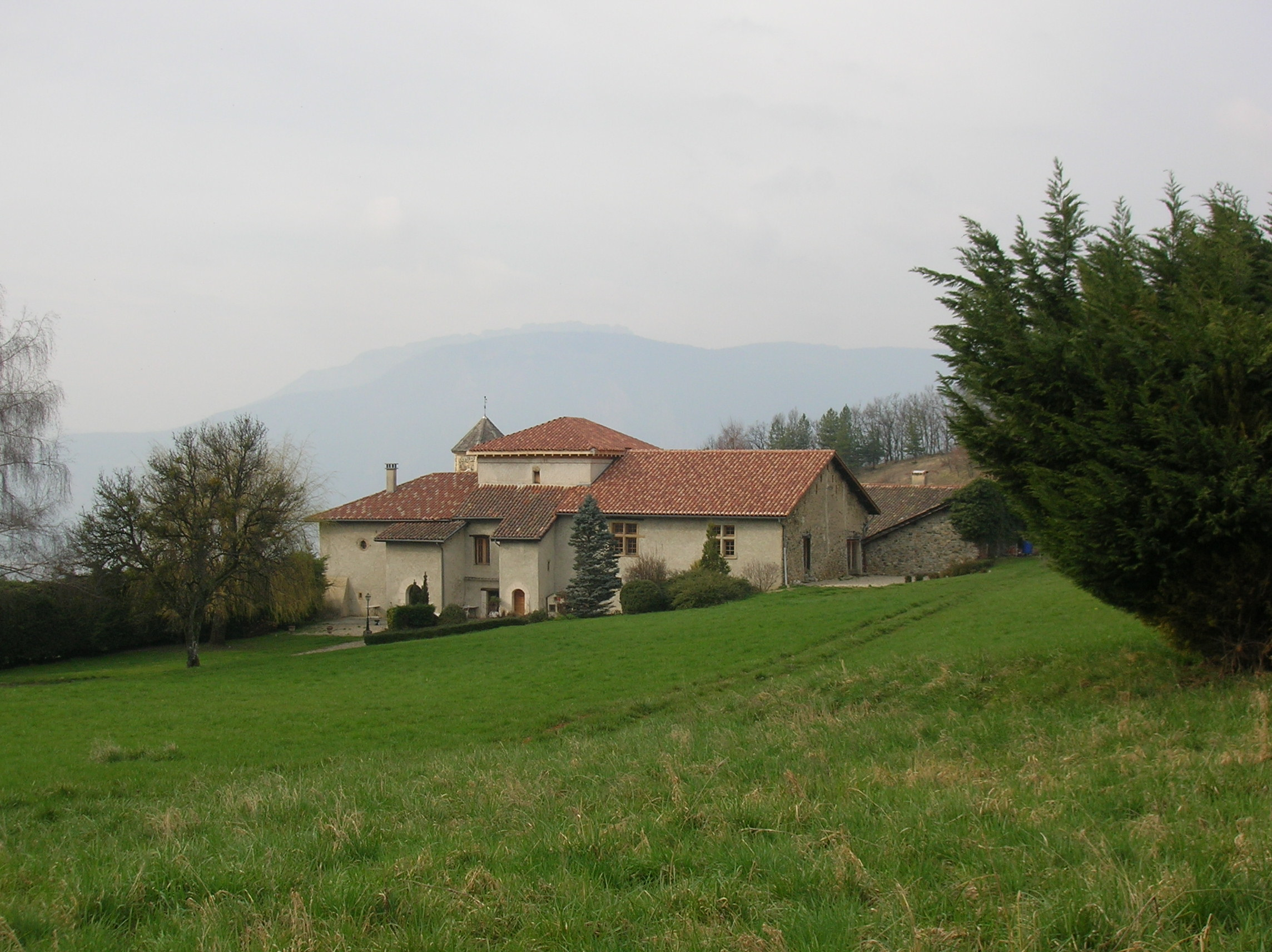
Le château de Venon.
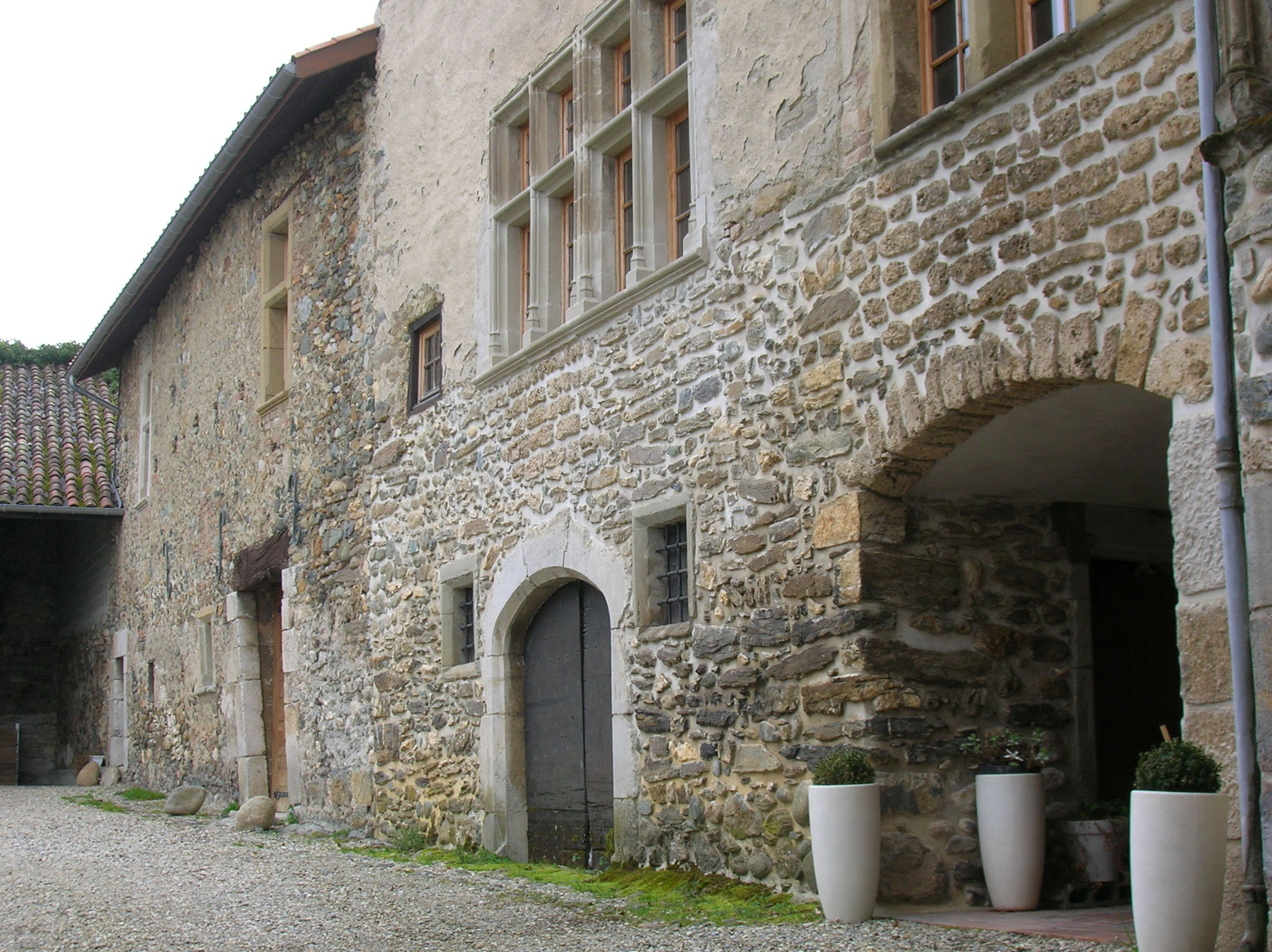
La cour du château, avec ses fenêtres à meneaux.
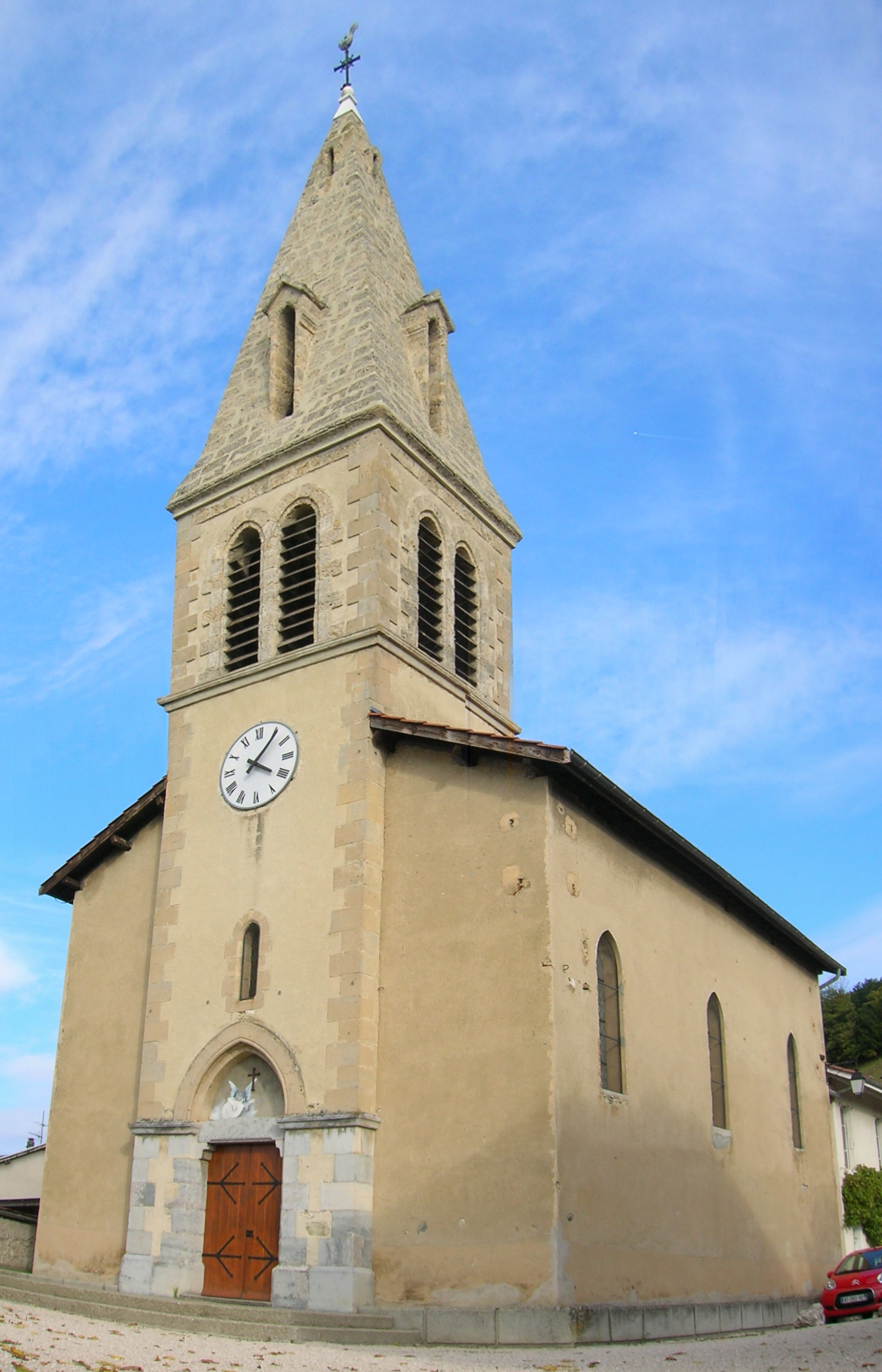
L'église Saint-Christophe.

### Personnalités liées à la commune
- Claude Le Roy, entraîneur et sélectionneur de football, a résidé deux années sur la commune, entre 1983 et 1985 alors qu'il était responsable de l'équipe du GF38

### Héraldique
|  | Venon (Isère) possède des armoiries dont l'origine et le blasonnement exact ne sont pas disponibles. |